# Deng Zhiwei
Deng Zhiwei (1 de febrero de 1988) es un deportista chino que compite en lucha libre.
Ganó dos medallas en el Campeonato Mundial de Lucha, plata en 2018 y bronce en 2019, y tres medallas en el Campeonato Asiático, entre los años 2011 y 2019. En los Juegos Asiáticos de 2018 obtuvo una medalla de plata en la categoría de 125 kg.

## Palmarés internacional
| Campeonato Mundial  | Campeonato Mundial     | Campeonato Mundial | Campeonato Mundial |
| Año                 | Lugar                  | Medalla            | Categoría          |
| ------------------- | ---------------------- | ------------------ | ------------------ |
| 2018                | Budapest (Hungría)     | Medalla de plata   | 125 kg             |
| 2019                | Nursultán (Kazajistán) | Medalla de bronce  | 125 kg             |
| Juegos Asiáticos    |                        |                    |                    |
| Año                 | Lugar                  | Medalla            | Categoría          |
| 2018                | Yakarta (Indonesia)    | Medalla de plata   | 125 kg             |
| Campeonato Asiático |                        |                    |                    |
| Año                 | Lugar                  | Medalla            | Categoría          |
| 2011                | Taskent (Uzbekistán)   | Medalla de bronce  | 120 kg             |
| 2015                | Doha (Catar)           | Medalla de bronce  | 125 kg             |
| 2019                | Xian (China)           | Medalla de plata   | 125 kg             |